# Cosmocampus arctus
Cosmocampus arctus és una espècie de peix de la família dels singnàtids i de l'ordre dels singnatiformes present des de Tomales Bay (Califòrnia) fins a Mazatlán (Mèxic).
És un peix marí de clima subtropical i associat als esculls de corall que viu fins als 10 m de fondària. Els mascles poden assolir 12 cm de longitud total.
És ovovivípar i el mascle transporta els ous en una bossa ventral, que té a sota de la cua.